# Montagne du Château

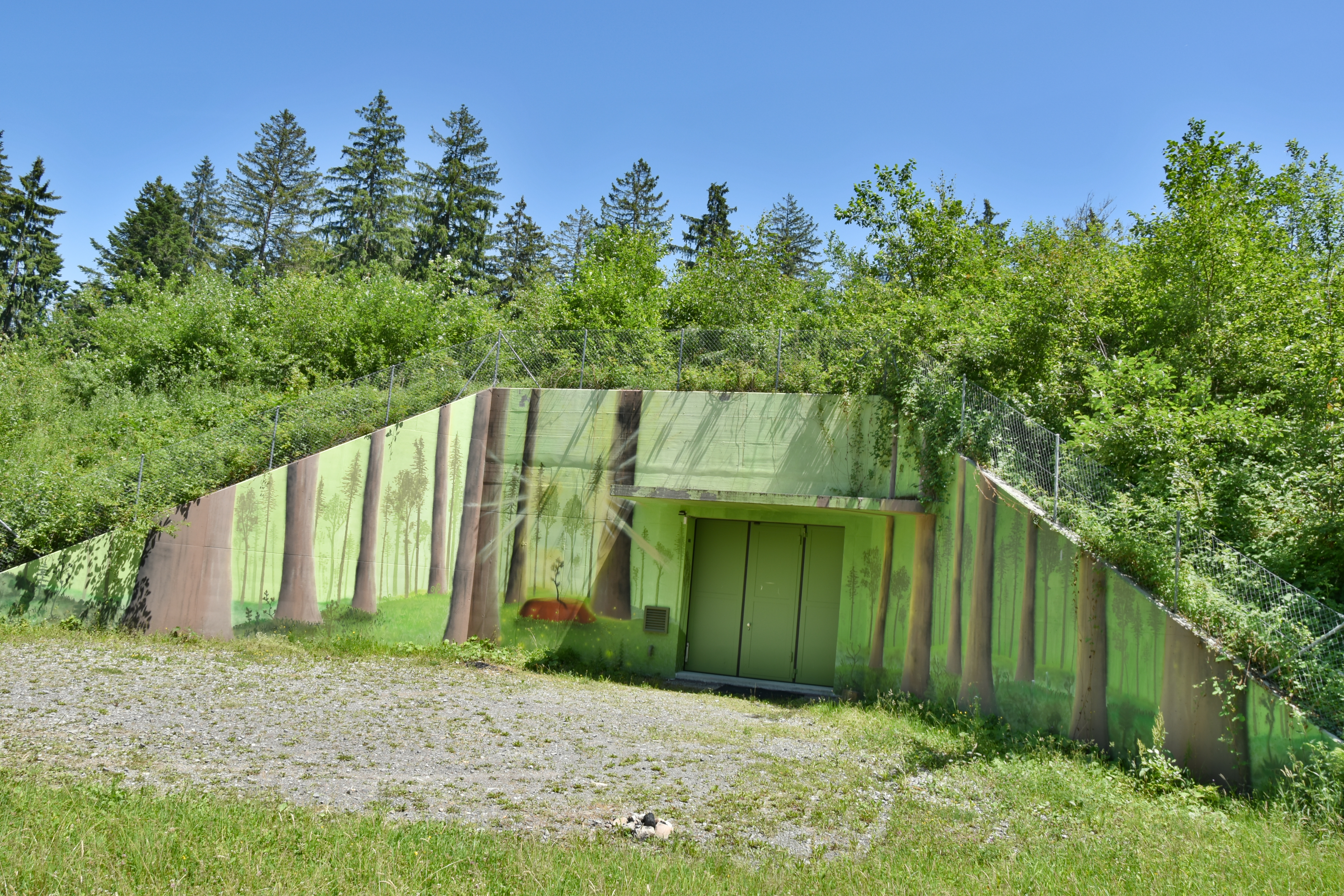
Wasserreservoir Montagne du Château

Die Montagne du Château ist die höchste Stelle im ausgedehnten Waldgebiet des Jorat im Schweizer Kanton Waadt und der höchste Punkt im Gebiet der Stadt Lausanne.
Die Hügellandschaft des Jorat bildet das grösste zusammenhängende Waldgebiet im Westschweizer Mittelland. Sie ist durch mehrere Täler gegliedert, in welchen Quellbäche entspringen, die gegen Norden zum Fluss Talent und in die Bressonne und gegen Süden zum Flon und zum Genfersee entwässern. Über die zentrale Linie der Hügelzone verläuft die kontinentale Wasserscheide zwischen den Einzugsgebieten des Rheins und der Rhone. Die Montagne du Château liegt jedoch nicht auf dieser mittleren Trennlinie, sondern im Osten des Hügelgebietes zwischen den Quellen des Talent, der Bressonne, des Cerjux und das Riau Grabon, die alle zum Einzugsgebiet des Rheins gehören. Südlich der Montagne du Château folgt die Hauptstrasse 1 dem Tal der Bressonne und überquert zwei Kilometer südwestlich auf der Passhöhe von Chalet à Gobet den Jorat.
In der weiten Umgebung stellt die breitgelagerte, vom eiszeitlichen Rhonegletscher abgeflachte Kuppe der Montagne du Château keinen deutlich erkennbaren einzelnen Berg dar, sondern nur den höchsten Hügel der Region. Die höchste Stelle liegt auf 935 m. ü. M. und ist damit nur unwesentlich höher als die 1 km weiter nördlich liegende Hügelkuppe im Bois Vuacoz und weitere Punkte, die eine Höhe über 900 m erreichen. Die Gipfelfläche der Montagne du Château befindet sich im Gemeindegebiet der Stadt Lausanne, jedoch ganz nahe an der Stadt- und Bezirksgrenze, die Lausanne von Montpreveyres im Bezirk Lavaux-Oron trennt. Der höchstgelegene Punkt dieser Grenze liegt auf 929 m. Die Anhöhe ist von Wald umgeben und bietet deshalb keine Aussicht auf die umgebende Landschaft.
Die Montagne du Château ist auch knapp höher als der nächstgelegene Berg mit der Tour de Gourze (926 m. ü. M.), der acht Kilometer weiter südlich oberhalb des Lavaux liegt. Somit ist sie der höchste Berg in der weiteren Umgebung von Lausanne. Der nächste höhere Berg ist der Mont Pèlerin (1079 m. ü. M.) bei Vevey.
Das Wasserwerk von Lausanne errichtete 2008 auf der Bergkuppe ein Wasserreservoir. Damit verstärkte es die Infrastruktur für die Versorgung des Gebietes Nord-Est-lausannois mit den rasch wachsenden Quartieren Chalet-à-Gobet und Vers-chez-les-Blanc und der Gemeinde Epalinges.